# Football Club Utrecht 2016-2017
Questa voce raccoglie le informazioni riguardanti il Football Club Utrecht  nelle competizioni ufficiali della stagione 2016-2017.

## Stagione
Nella stagione 2016-2017 l'FC Utrecht ha disputato l'Eredivisie, massima serie del campionato olandese, terminando il torneo al quarto posto con 62 punti conquistati in 34 giornate, frutto di 18 vittorie, 8 pareggi e 8 sconfitte. Grazie a questa posizione, l'Utrecht ha avuto accesso ai play-off per decretare un'ammissione alla UEFA Europa League: dopo aver sconfitto in semifinale l'Heerenveen, in finale nel doppio confronto ha superato l'AZ Alkmaar dopo i tiri di rigore, guadagnando così l'accesso al terzo turno di qualificazione della UEFA Europa League 2017-2018. Nella KNVB beker l'FC Utrecht è sceso in campo dal primo turno, arrivando ai quarti di finale, dove è stato eliminato dal Cambuur ai tiri di rigore, dopo che i tempi regolamentari si erano conclusi in parità.

## Maglie
| Casa | Trasferta | Terza maglia |

## Rosa
| N. |                        | Ruolo | Calciatore          |
| -- | ---------------------- | ----- | ------------------- |
| 1  | Paesi Bassi (bandiera) | P     | Robbin Ruiter       |
| 2  | Paesi Bassi (bandiera) | D     | Mark van der Maarel |
| 3  | Paesi Bassi (bandiera) | D     | Ramon Leeuwin       |
| 5  | Danimarca (bandiera)   | D     | Kevin Conboy        |
| 6  | Paesi Bassi (bandiera) | C     | Yassin Ayoub        |
| 7  | Germania (bandiera)    | C     | Rico Strieder       |
| 8  | Paesi Bassi (bandiera) | C     | Willem Janssen      |
| 9  | Paesi Bassi (bandiera) | A     | Richairo Živković   |
| 10 | Paesi Bassi (bandiera) | A     | Nacer Barazite      |
| 11 | Germania (bandiera)    | C     | Andreas Ludwig      |
| 12 | Paesi Bassi (bandiera) | D     | Jeff Hardeveld      |
| 15 | Paesi Bassi (bandiera) | D     | Robin van der Meer  |
| 16 | Danimarca (bandiera)   | P     | David Jensen        |
| 17 | Paesi Bassi (bandiera) | D     | Sean Klaiber        |
| 18 | Stati Uniti (bandiera) | A     | Rubio Rubin         |

| N. |                        | Ruolo | Calciatore          |
| -- | ---------------------- | ----- | ------------------- |
| 19 | Marocco (bandiera)     | C     | Zakaria Labyad      |
| 20 | Paesi Bassi (bandiera) | D     | Giovanni Troupée    |
| 21 | Svezia (bandiera)      | C     | Kristoffer Peterson |
| 22 | Francia (bandiera)     | A     | Sébastien Haller    |
| 23 | Paesi Bassi (bandiera) | C     | Bart Ramselaar      |
| 23 | Paesi Bassi (bandiera) | C     | Wout Brama          |
| 24 | Paesi Bassi (bandiera) | A     | Patrick Joosten     |
| 25 | Marocco (bandiera)     | C     | Sofyan Amrabat      |
| 26 | Paesi Bassi (bandiera) | D     | Darren Rosheuvel    |
| 27 | Paesi Bassi (bandiera) | A     | Gyrano Kerk         |
| 28 | Paesi Bassi (bandiera) | D     | Edson Braafheid     |
| 53 | Inghilterra (bandiera) | D     | Tafari Moore        |
|    | Paesi Bassi (bandiera) | D     | Menno Koch          |
|    | Paesi Bassi (bandiera) | A     | Nick Venema         |

## Statistiche

### Statistiche di squadra
| Competizione          | Punti | In casa | In casa | In casa | In casa | In casa | In casa | In trasferta | In trasferta | In trasferta | In trasferta | In trasferta | In trasferta | Totale | Totale | Totale | Totale | Totale | Totale | DR  |
| Competizione          | Punti | G       | V       | N       | P       | Gf      | Gs      | G            | V            | N            | P            | Gf           | Gs           | G      | V      | N      | P      | Gf     | Gs     | DR  |
| --------------------- | ----- | ------- | ------- | ------- | ------- | ------- | ------- | ------------ | ------------ | ------------ | ------------ | ------------ | ------------ | ------ | ------ | ------ | ------ | ------ | ------ | --- |
| Eredivisie            | 62    | 17      | 10      | 3       | 4       | 28      | 17      | 17           | 8            | 5            | 4            | 26           | 21           | 34     | 18     | 8      | 8      | 54     | 38     | +16 |
| Eredivisie - play-off | -     | 2       | 2       | 0       | 0       | 5       | 1       | 2            | 1            | 0            | 1            | 3            | 4            | 4      | 3      | 0      | 1      | 8      | 5      | +3  |
| Coppa dei Paesi Bassi | -     | 2       | 1       | 1       | 0       | 3       | 2       | 2            | 2            | 0            | 0            | 5            | 2            | 4      | 3      | 1      | 0      | 8      | 4      | +4  |
| Totale                | -     | 21      | 13      | 4       | 4       | 36      | 20      | 21           | 11           | 5            | 5            | 34           | 27           | 42     | 24     | 9      | 9      | 70     | 47     | +23 |